# Plectiscidea discolor
Plectiscidea discolor là một loài tò vò trong họ Ichneumonidae.